# Uraraneida
Uraraneida — вимерлий ряд павукоподібних, що існував у девонському та пермському періодах (388—271 млн років тому). До ряду відносять два роди: Attercopus з девону США та Permarachne з пермі Росії. У 2018 році у бурштині з М'янми описаний рід Chimerarachne, що жив у крейдовому періоді, 99 млн років тому. Його запропоновано віднести до ряду Uraraneida, але така його систематика є ще спірною.

## Історія досліджень
У 1987 році у США виявлені рештки павукоподібного, якого віднесли до вимерлого ряду Trigonotarbida та описали під назвою Gelasinotarbus fimbriunguis. Згодом на черевці викопного виявили утворення, що нагадують павутинні бородавки сучасних павуків. Вид перейменували у Attercopus fimbriunguis та віднесли до ряду Павуки (Araneae). У 2005 році описаний рід Permarachne. При ретельному дослідженні вияснилось, що обидва роди мають суттєві відмінності від павуків. Наприклад, павутинні залози розташовані вздовж задніх країв вентральних пластин і на кінці черева є довгий хвостоподібний членистий відросток. У 2008 році обидва роди запропоновано віднести до окремого ряду Uraraneida (Selden et al., 2014). Разом з павуками вони утворюють кладу Serikodiastida. За альтернативною класифікацією Uraraneida є підрядом павуків, сестринський до Araneida (Wunderlich in 2015).